# Termos
|  | No s'ha de confondre amb Vas Dewar. |

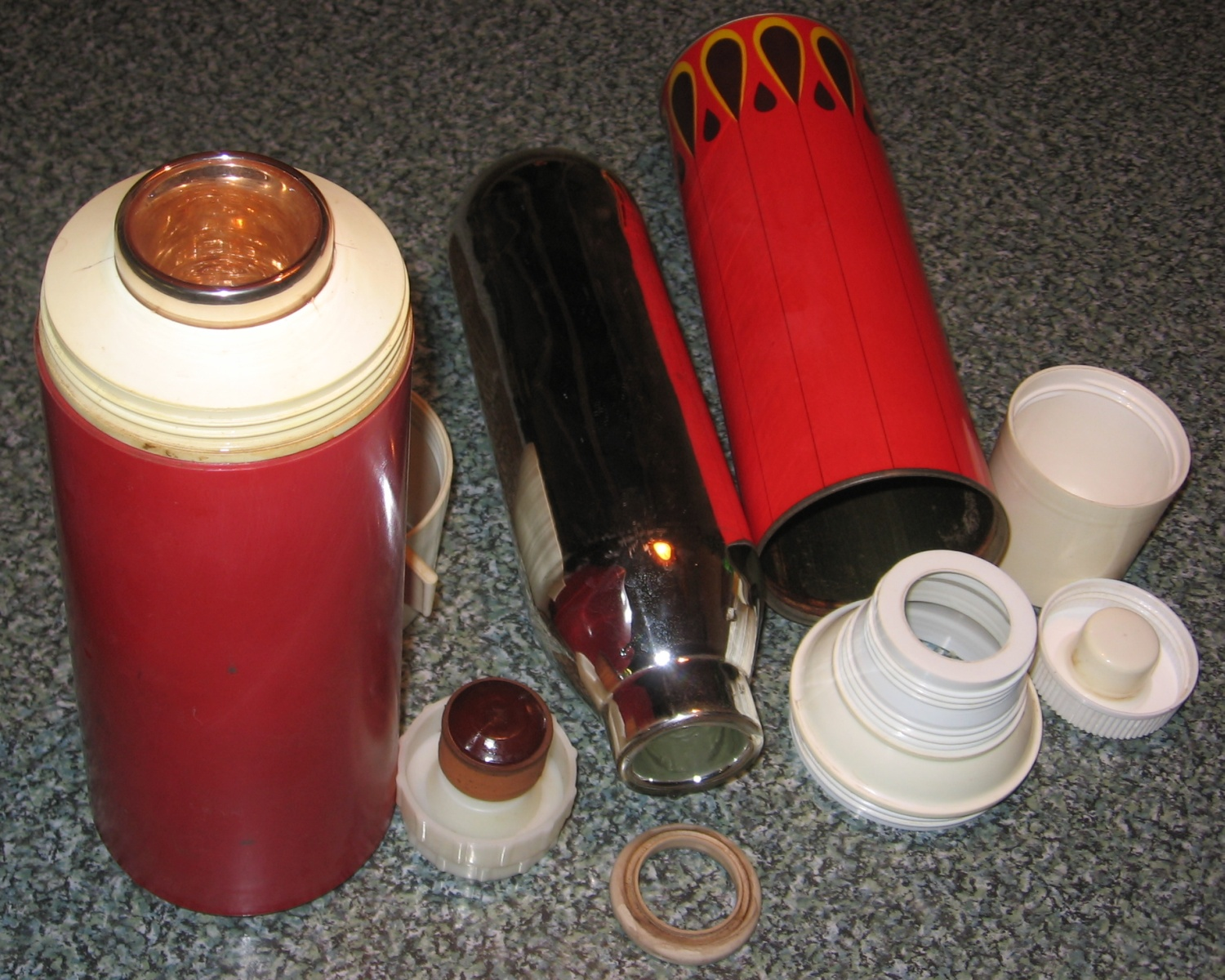
Un termos i els seus components

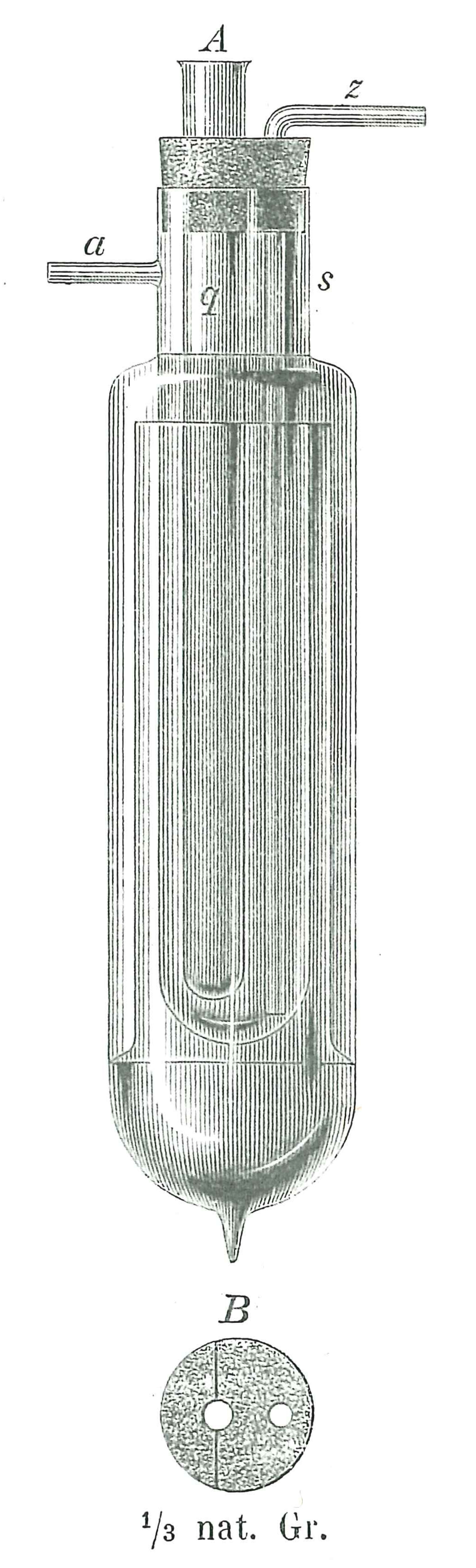
TermosWeinhold,1881

Un termos, en anglès:vacuum flask, Dewar flask, Dewar bottle o Thermos, és un recipient d'emmagatzematge aïllat tèrmicament que va ser inventar per Sir James Dewar l'any 1892. Un termos consta de dos flascons ficats un dins de l'altre i units pel seu coll. L'espai entre els dos flascons presenta un buit parcial el qual crea gairebé el buit que evita la transferència de la calor per conducció o per convenció.
Els termos es fan servir de manera domèstica per a mantenir begudes calentes o fredes durant cert temps o bé de forma industrial.

## Història
El termos va ser dissenyat i inventat pel científic escocès James Dewar l'any 1892 com un resultat de la seva recerca en el camp de la criogènia. Quan efectuava experiments per a determinar la calor específica de l'element pal·ladi, Dewar formà una cambra de bronze que va tancar en una altra càmera per tal de mantenir el pal·ladi a la temperatura desitjada. Va treure l'aire entre les dues cambres i va crear un buit parcial per mantenir la temperatura estable del seu contingut. Va desenvolupar el termo com un flascó amb vidre i alumini. dewar va refusar patentar el seu invent.
Abans de l'invent de Dewar, Adolf Ferdinand Weinhold inventà la seva pròpia versió el 1881.
Ja el 1904 el vidrers alemanys (com Reinhold Burger) van descobrir l'aplicació domèstica dels termos per mantenir les begudes fredes o calentes. Aquests vidres alemanys sí que van patentar aquest invent. L'ampolla del termo va ser millorada i tornada a patentar pel vienès Gustav R. Paalen, i el nom "thermos" —que significa ‘calor’ en grec — va esdevenir una marca registrada genèrica.
El nom es va convertir més tard en una marca vulgaritzada, després que el terme thermos es va convertir en el nom familiar d'un recipient líquid d'aquest tipus. El flascó de buit va passar a ser utilitzat per a molts tipus diferents d'experiments científics, i el comercial «Thermos» es va transformar en un producte de consum comú. Finalment, altres fabricants van produir productes semblants per a l'ús dels consumidors. «Thermos» segueix sent una marca registrada en alguns països, però va ser declarada una marca vulgaritzada als Estats Units el 1963, ja que col·loquialment és sinònim de flascons de buit en general. No obstant, hi ha altres flascons de buit.
Existeix actualment un variat nombre d'instruments que permeten determinar els paràmetres canviants associats a la temperatura, i són les anomenades termobalances.
El principi del flascó al buit és ideal també per a emmagatzemar certs tipus de combustible de coet i la NASA el va fer servir en dipòsits de propel·lents dels vehicles de llançament dels Saturn de la dècada de 1960 i 1970.

## Descripció

Esquema d'un termos

En lloc de confiar només en un termos per aïllar l'interior de l'exterior, l'envàs segellat, de fet, conté el buit. El buit no condueix calor en absolut per conducció o convecció, i la radiació, l'altra forma de traspàs tèrmic, és mantinguda al mínim cobrint les superfícies internes del buit amb plata o un altre metall reflexiu. El termos comú consta de dues ampolles de vidre, una dins de l'altra separades per un espai totalment estanc en què s'ha fet un buit total. La superfície interior del termos s'ha emmirallat, aprofitant la propietat que aquest té per impedir el pas de la calor per radiació. La resta de calor que passa a través del mirall per conducció i convecció es troba amb el buit d'aquesta cambra i en el buit no hi ha transmissió de calor per aquests mecanismes (excepte per radiació). D'aquesta manera, la temperatura no té manera de sortir a l'exterior. El punt feble del conjunt és el tap. Però, en termes generals, el grau de fiabilitat d'un termos està donat per la separació entre les dues ampolles i el grau de buit que s'hagi aconseguit.
Els flascons al buit extremadament grans o llargs de vegades no poden suportar completament el flascó interior només des del coll, per la qual cosa es proporciona un suport addicional mitjançant espaiadors entre la carcassa interior i l'exterior. Aquests espaiadors actuen com a pont tèrmic i redueixen parcialment les propietats aïllants del matràs al voltant de la zona on l'espaiador entra en contacte amb la superfície interior.
Diverses aplicacions tecnològiques, com les màquines de RMN i IRM, es basen en l'ús de recipients de doble buit. Aquests recipients tenen dues seccions de buit. El recipient interior conté heli líquid i l'exterior conté nitrogen líquid, amb una secció de buit intermèdia. D'aquesta manera es limita la pèrdua del preat heli.
Altres millores del recipient de buit inclouen l′escut de radiació refrigerat per vapor i el coll refrigerat per vapor, tots dos ajuden a reduir l'evaporació del contingut del recipient.
En teoria, un termos podria, per tant, ser una aproximació a un aïllant perfecte per al seu contingut, per exemple, mantenint una tassa de cafè calent durant una dècada. A la pràctica, però, la paret interior del recipient s'uneix a la paret exterior, generalment a la boca de l'envàs, en la qual passa una lleu conducció de la calor entre les parets interiors i exteriors (encara que quedi el buit al mig).
Els termos s'han fet històricament de vidre tot i que ara també es fan de metall, que els fa més duradors i menys propensos a la fractura.

## Altres tipus de termos

### Termos de nitrogen

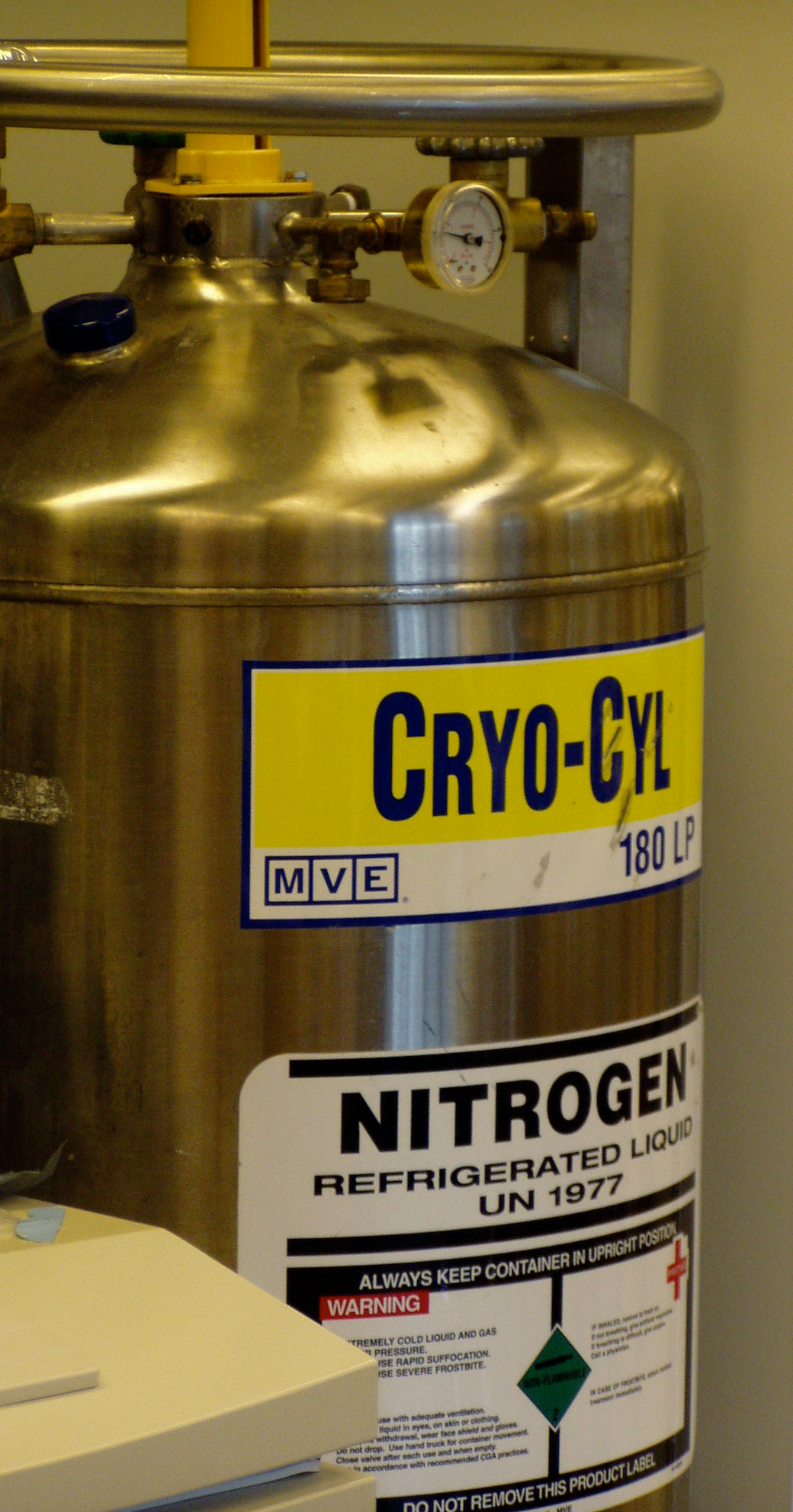
Termos de nitrogen

Aquest tipus de termo és un envàs cilíndric que té una mida de 70 x 20 centímetres. El seu interior és ple de nitrogen líquid, que congela a una temperatura de −190 °C. Aquest tipus d'envàs és molt utilitzat en la inseminació artificial en humans i en animals.
El nitrogen s'evapora dins seu i se suggereix un canvi de nitrogen cada 2 mesos.

### Termo biberó
Un altre tipus és el termo biberó per a nadons que està compost d'una ampolla de vidre isotèrmica per mantenir la llet a una temperatura constant. Una de les seves característiques més notable és el vidre, amb el pas del temps es manté transparent i en pocs casos de ratlla a causa de la qualitat del vidre. Acostuma a ser més pesat que una típica ampolla de plàstic, aquest petit inconvenient el fa menys manejable per als pares o per al mateix nen.

## Seguretat

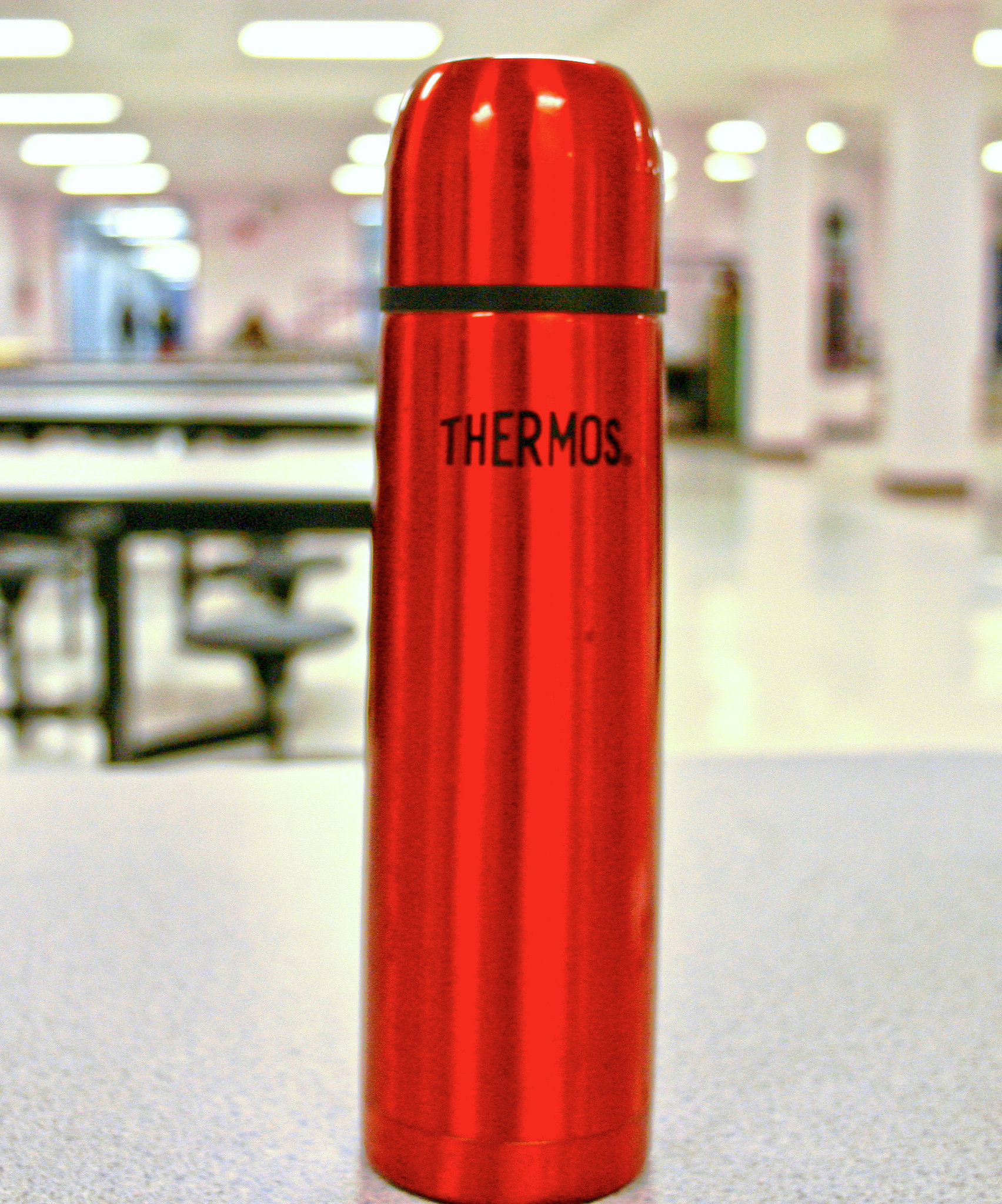
Termos típic.

Els termos tenen perill d'implosió i es poden trencar els vidres quan s'afegeix el líquid calent o fred ràpidament. A més, els dewars d'emmagatzematge criogènic solen estar pressuritzats, i poden explotar si no s'utilitzen vàlvules d'alleujament de pressió.
L'expansió tèrmica s'ha de tenir en compte a l'hora de dissenyar un matràs de buit. Les parets exteriors i interiors estan exposades a diferents temperatures i s'expandiran a diferents ritmes. El matràs de buit es pot trencar a causa del diferencial d'expansió tèrmica entre les parets exteriors i interiors. Les juntes de dilatació s'utilitzen habitualment en matràs tubulars de buit per evitar la ruptura i mantenir la integritat del buit.

## El termos Stanley
El 2 de setembre de 1913, William Stanley Jr. va patentar el termos de buit totalment d'acer. La idea va sorgir arran del seu treball amb transformadors, durant el qual va descobrir que un procés de soldadura que estava utilitzant podia servir per aïllar un flascó de buit amb acer en lloc de vidre.
La nova ampolla de Stanley es va anunciar a The Berkshire Courier el 8 de juliol de 1915. Poc després, va establir la Stanley Insulating Company a Great Barrington, Massachusetts, i va començar la producció en massa de l'ampolla sota les etiquetes Ferrostat, i més tard Supervac. Va aconseguir suport financer per a l'empresa del seu amic William H. Walker, que en va ser el president, mentre que Stanley ocupava el càrrec de vicepresident. Walker acabaria agafant el control de tota l'empresa.
William Stanley va morir el 1916, a l'edat de 57 anys. Walker va morir poc després, en 1917.
En 1921, l'empresa va ser adquirida per Landers, Frary & Clark de New Britain, Connecticut que fabricava les ampolles aïllants de Stanley sota el seu nom comercial Universal. L'empresa va continuar fabricant a Great Barrington fins al 1933, quan Landers, Frary & Clark va consolidar les seves operacions amb la seva fàbrica de New Britain.
El termos Stanley es va fer famós per la durabilitat. Va ser l'únic termos totalment d'acer en producció fins a mitjan dècada de 1960. L'exèrcit dels Estats Units va provar els termos Stanley a la Primera Guerra Mundial llançant-los des d'avions i atropellant-los amb maquinària pesant. Els termos Stanley els portaven els pilots de bombarders durant la Segona Guerra Mundial.

## Mecanismes de fuga d'energia
Un termo de buit, comunament utilitzat per aïllar líquids i mantenir-ne la temperatura, depèn de diversos mecanismes per minimitzar la transferència de calor i preservar el contingut a la temperatura desitjada durant un període prolongat. No obstant això, amb el temps, certs mecanismes de fugida de calor poden afectar el rendiment a llarg termini del termo de buit. Aquests mecanismes inclouen la conducció de calor, la convecció, la radiació i fins i tot les fuites a l'espai de buit. Comprendre aquests factors és crucial per maximitzar l'eficiència tèrmica del termo al llarg de la seva vida útil.
Conducció de calor
La conducció és el procés pel qual la calor flueix a través de materials sòlids. En un termo de buit, la conducció passa principalment a través dels materials que formen les parets del termo, incloses les capes interna i externa, així com qualsevol component de metall o plàstic. Si bé el buit entre les parets interna i externa actua com un aïllant efectiu per evitar la transferència de calor, qualsevol imperfecció o degradació gradual del material aïllant pot permetre que la calor passi a través. Això és especialment cert quan el termo se sotmet a impactes físics freqüents o altes temperatures, cosa que pot debilitar la integritat estructural de les capes aïllants. Amb el temps, les propietats conductives dels materials es poden degradar, cosa que provoca un augment de la pèrdua de calor i redueix la capacitat del termo per mantenir la temperatura.
Convecció de calor
La convecció implica el moviment de calor a través d'un fluid, com a aire o líquid, dins del termo. El buit entre les capes interna i externa d'un termo de buit està dissenyat per reduir la presència de molècules d'aire, evitant la convecció. No obstant això, si el segell del termo es veu compromès a causa del desgast, dany o deteriorament del tap, petites quantitats d'aire poden entrar a la cambra de buit. Això reintrodueix la possibilitat de convecció, ja que les molècules d'aire poden transferir calor més fàcilment que el buit. Com a resultat, aquest canvi subtil al voltant del termo pot causar un augment notable en la taxa de pèrdua de calor amb el temps.
Radiació de calor
La radiació és una altra forma de transferència de calor que ocorre a través d'ones electromagnètiques, particularment radiació infraroja. Si bé el recobriment reflector a la superfície interna del termo minimitza la pèrdua de calor per radiació, l'ús prolongat pot portar al deteriorament d'aquest recobriment. La superfície reflectora pot perdre la seva capacitat de reflectir de manera efectiva la radiació infraroja, cosa que permet que la calor escapi amb més facilitat. Les ratllades, les estelles o la decoloració a la superfície del termo també poden reduir la seva resistència a la radiació de calor, cosa que contribueix a la degradació del rendiment a llarg termini.
Pèrdua de la integritat del buit
El factor més significatiu que afecta el rendiment a llarg termini d'un termo de buit és la possible pèrdua de la integritat del buit. L'espai de buit entre les capes interna i externa és crucial per aïllar el termos, ja que essencialment elimina els mitjans a través dels quals passa la transferència de calor. Amb el temps, el buit es pot veure compromès a causa de defectes de fabricació, desgast o dany al termo. Si el buit es filtra, l'eficiència aïllant es redueix dràsticament, cosa que provoca una transferència de calor més ràpida i una menor capacitat per mantenir els líquids calents o freds.